# Sphinctacanthus tabacifolius
Sphinctacanthus tabacifolius är en akantusväxtart som beskrevs av Ridley. Sphinctacanthus tabacifolius ingår i släktet Sphinctacanthus och familjen akantusväxter. Inga underarter finns listade i Catalogue of Life.